# Plevenská oblast
Plevenská oblast je jedna z oblastí Bulharska. Leží na severu země, u hranice s Rumunskem a jejím hlavním městem je Pleven.

## Charakter oblasti
Oblast hraničí přes Dunaj na severu s Rumunskem, na západě s Vrackou oblasti, na jihu s Lovečskou oblastí a na východě s Velikotarnovskou oblastí. Její území je na severu rovinaté a na jihu mírně zvlněné, postupně se zde zem zvedá až k pohoří Balkán. Protékají tudy řeky Iskăr, Vit a Osam, všechny se vlévají do Dunaje. Hlavním dopravním tahem zde je železniční trať, spojující Pleven s Varnou a Sofií.

## Obštiny
Oblast se administrativně dělí na 11 obštin.

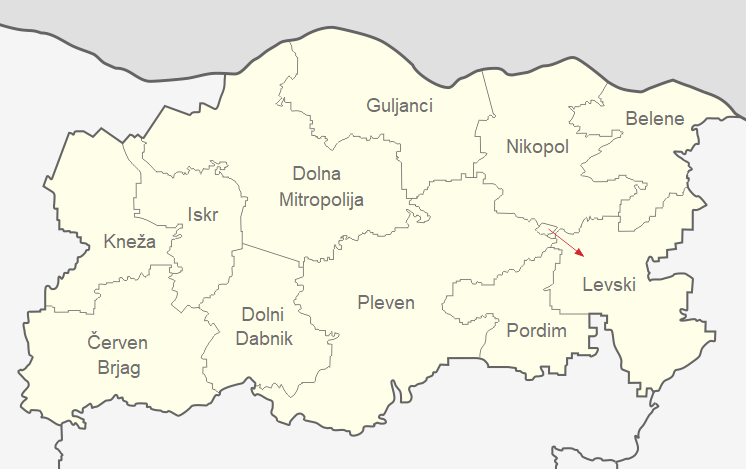
Plevenská oblast

| Obština - Belene - Červen Brjag - Dolna Mitropolija - Dolni Dăbnik - Guljanci - Iskăr - Kneža - Levski - Nikopol - Pleven - Pordim | Sídlo - Belene - Červen Brjag - Dolna Mitropolija - Dolni Dăbnik - Guljanci - Iskăr - Kneža - Levski - Nikopol - Pleven - Pordim |

## Města
Správním střediskem oblasti je Pleven. Kromě sídelních měst jednotlivých obštin se zde nacházejí města Kojnare, Slavjanovo a Trăstenik.

## Obyvatelstvo
V oblasti žije 260 875 obyvatel a je zde trvale hlášeno 280 646 obyvatel. Podle sčítáni 7. září 2021 bylo národnostní složení následující:
- Bulhaři: 200 197 (93.8 %)
- Romové: 6 999 (3.3 %)
- Turci: 5 367 (2.5 %)
- ostatní: 937 (0.4 %)